# Loboscia shayi
Loboscia shayi är en kräftdjursart som beskrevs av Schmidt 1998. Loboscia shayi ingår i släktet Loboscia och familjen Philosciidae. Inga underarter finns listade i Catalogue of Life.